# Egill Knutzen
Egill Christian Knutzen (ur. 28 kwietnia 1914 w Oslo zm. 6 marca 1990 w Bærum) – norweski szermierz. Reprezentant kraju podczas Letnich Igrzysk Olimpijskich 1936 w Berlinie, Letnich Igrzysk Olimpijskich 1948 w Londynie i  Letnich Igrzysk Olimpijskich 1952 w Helsinkach. W Berlinie wystąpił w turnieju indywidualnym szpadzistów, w którym odpadł w drugiej rundzie. W Londynie i Helsinkach wystąpił w turniejach zarówno indywidualnym i drużynowym szpadzistów; w indywidualnym szpadzistów w Londynie odpadł w półfinale, a w pozostałych w drugiej rundzie.